# Scopula fulvilinea
Scopula fulvilinea är en fjärilsart som beskrevs av W. Warren 1914. Scopula fulvilinea ingår i släktet Scopula och familjen mätare. Inga underarter finns listade.